# Vincent Lamouroux
Vincent Lamouroux est un artiste plasticien français né en 1974 à Saint-Germain-en-Laye. Il vit et travaille à Paris.
Le 10 novembre 2006, le Prix Fondation d’Entreprise Ricard lui a été décerné. 
En 2011, il réalise pour  l'Abbaye de Fontevraud une œuvre monumentale "Belvédère(s)s" qui sera présentée pendant trois ans dans  le jardin du cloître.  

## Expositions personnelles
- Terrains Vagues, Paris Project Room, Paris (2002)
- Sol #02, Galerie Corentin Hamel, Paris (2003)
- Spencer Brownstone Gallery, New York, États-Unis (2004)
- Grounded, Le Crédac, Ivry-sur-Seine (2005)
- Scape, MAMCO (Musée d'Art Moderne et Contemporain), Genève (2005)
- Le Grand Café, Saint-Nazaire (2006)
- Clust, ART2102, Los Angeles (2007)
- Galerie Georges-Philippe & Nathalie Vallois, Paris (2007)
- Chapelle Jeanne d'Arc, Thouars (2007)
- Néguentropie, abbaye de Maubuisson, 2012

## Expositions collectives (sélection)
- Buenos Dias Santiago, musée d'Art contemporain (es), Santiago du Chili (2005)
- Une peinture sans qualités, Villa Tamaris, La Seyne-sur-Mer (2005)
- Face contre terre, Galerie Jocelyn Wolff, Paris (2005)
- Altered Spaces, iMOCA, Indianapolis, États-Unis (2005)
- Works on paper, Spencer Brownstone Gallery, New York, États-Unis (2005)
- 5 milliards d'années, Palais de Tokyo, Paris (2006)
- Comfort potential, Transformer Gallery, Washington, États-Unis (2006)
- Supernova, Domaine Pommery, Reims (2006)
- Hradacany, La générale, Paris (2006)
- Incipit, Fondation d'entreprise Ricard, Paris (2006)
- Accélération, Kunstart, Neuchâtel, Suisse (2007)
- Airs de Paris, MNAM-CCI Centre Georges-Pompidou, Paris (2007)
- The Re-conquest of Space, Overgaden Institute for Samtidskunst, Copenhague, Danemark (2007)
- Château de Tokyo / Tokyo Redux, Château de l’île de Vassivière, Centre international d’art et du paysage, île de Vassivière, France (2007)
- Ici et Là / Here and There, CAPC – Musée d’Art Contemporain de Bordeaux (2007)
- Stardust ou la Dernière Frontière, MAC/VAL, Vitry-sur-Seine (2007)
- French Kissing In The USA, Moore Space, Miami, États-Unis (2007)
- Architecture invisible ?, les Moulins de Paillard, centre d'art contemporain, 11 octobre - 29 novembre 2014

## Monographie
- (en) Vincent Lamouroux, Dijon, France, Les Presses du réel, 2010, 160 p. (ISBN 978-2-84066-340-9)Textes de Marcelline Delbecq, Arnauld Pierre ; conversation entre Geert Goiris et l'artiste. Graphisme : Frédéric Teschner.